# Thinking About Little Willie John and a Few Nice Things
Thinking About Little Willie John and a Few Nice Things è il venticinquesimo album in studio del cantante statunitense James Brown, pubblicato nel 1968.

## Tracce
1. Talk to Me, Talk to Me – 3:28
2. Suffering With the Blues – 3:06
3. Cottage for Sale (featuring Members of The Dapps & New York Studio Orchestra) – 3:29
4. Billy Bailey – 2:44
5. Home at Least – 4:49
6. Heart Break (It's Hurtin' Me) – 3:05
7. What Kind of Man – 2:06
8. A Note or Two, Pt. I – 3:08
9. I'll Lose My Mind – 3:12
10. Fat Eddie – 2:37
11. You Gave My Heart a Song to Sing – 2:48
12. A Note or Two, Pt. II – 3:01